# 瓦伊納坦卡坦卡山
18°6′55″S 66°43′30″W / 18.11528°S 66.72500°W
瓦伊納坦卡坦卡山（Wayna Tanka Tanka），是玻利維亞的山峰，位於該國中部科恰班巴省玻利瓦爾县，處於馬丘坦卡坦卡山西南面，屬於安第斯山脈的一部分，海拔高度4,858米。